# لقلق إفريقي مفتوح المنقار
لقلق أفريقي مفتوح المنقار (Anastomus lamelligerus) هو طائر من الطيور الخواضة والتي تنتمي إلى عائلة اللقلق ، ويوجد في أنغولا ، البنين ، بوتسوانا ، بوركينا فاسو ، بوروندي ، الكاميرون ، جمهورية أفريقيا الوسطى ، تشاد ، جمهورية الكونغو الديمقراطية ، جمهورية الكونغو ، ساحل العاج ، غينيا الاستوائية ، إريتريا ، إثيوبيا ، الغابون ، غانا ، كينيا ، ليبيريا ، مدغشقر ، ملاوي ، مالي ، موريتانيا ، موزامبيق ، ناميبيا ، النيجر ، نيجيريا ، رواندا ، السنغال ، سيراليون ، الصومال ، جنوب أفريقيا والسودان وسوازيلاند وتنزانيا وتوغو وأوغندا وزامبيا ، وزيمبابوي.

## معرض صور

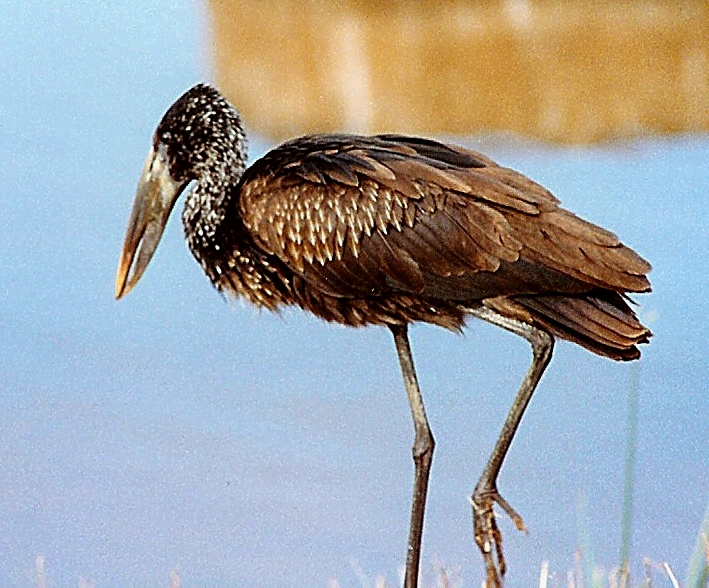
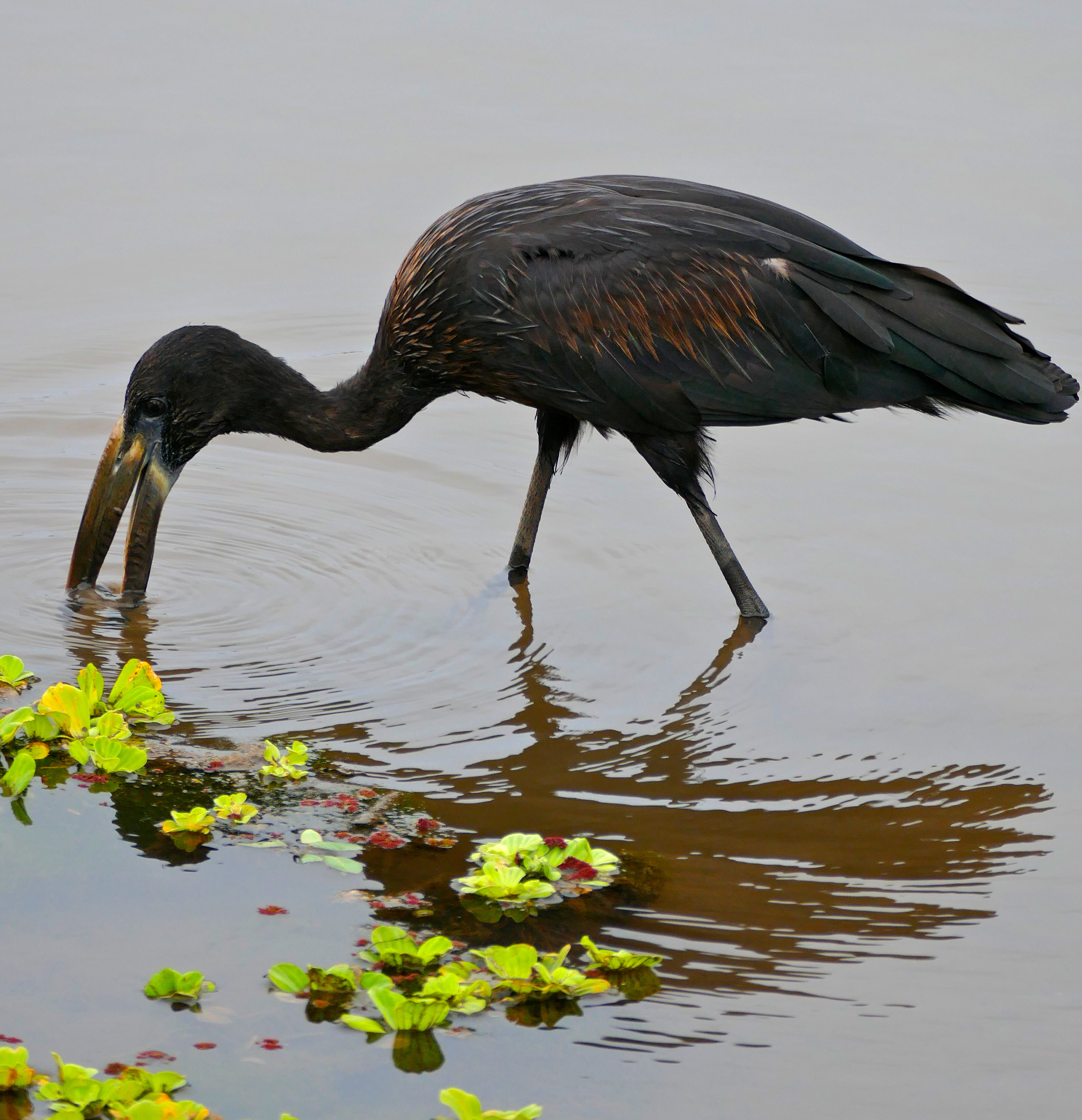
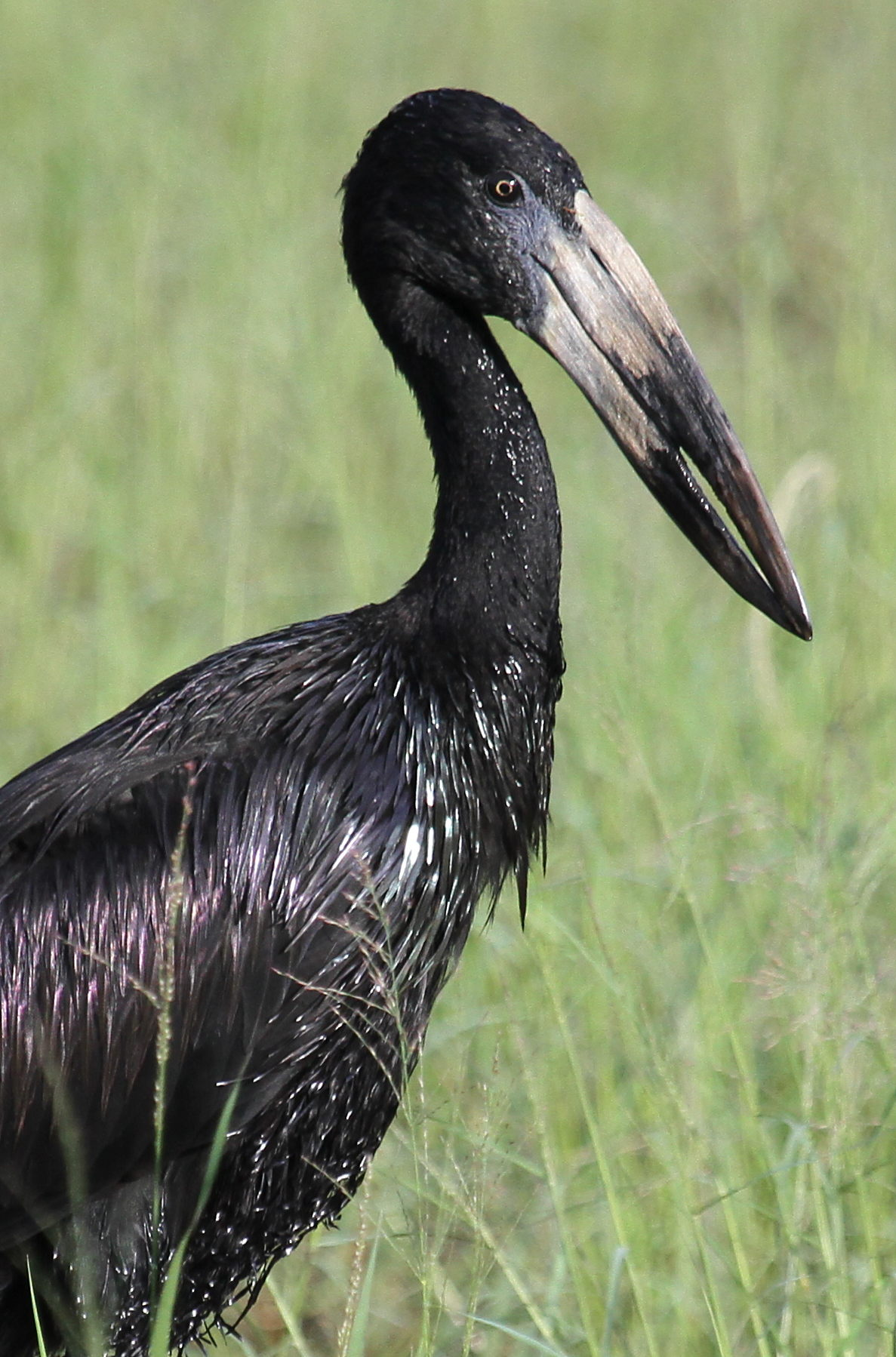
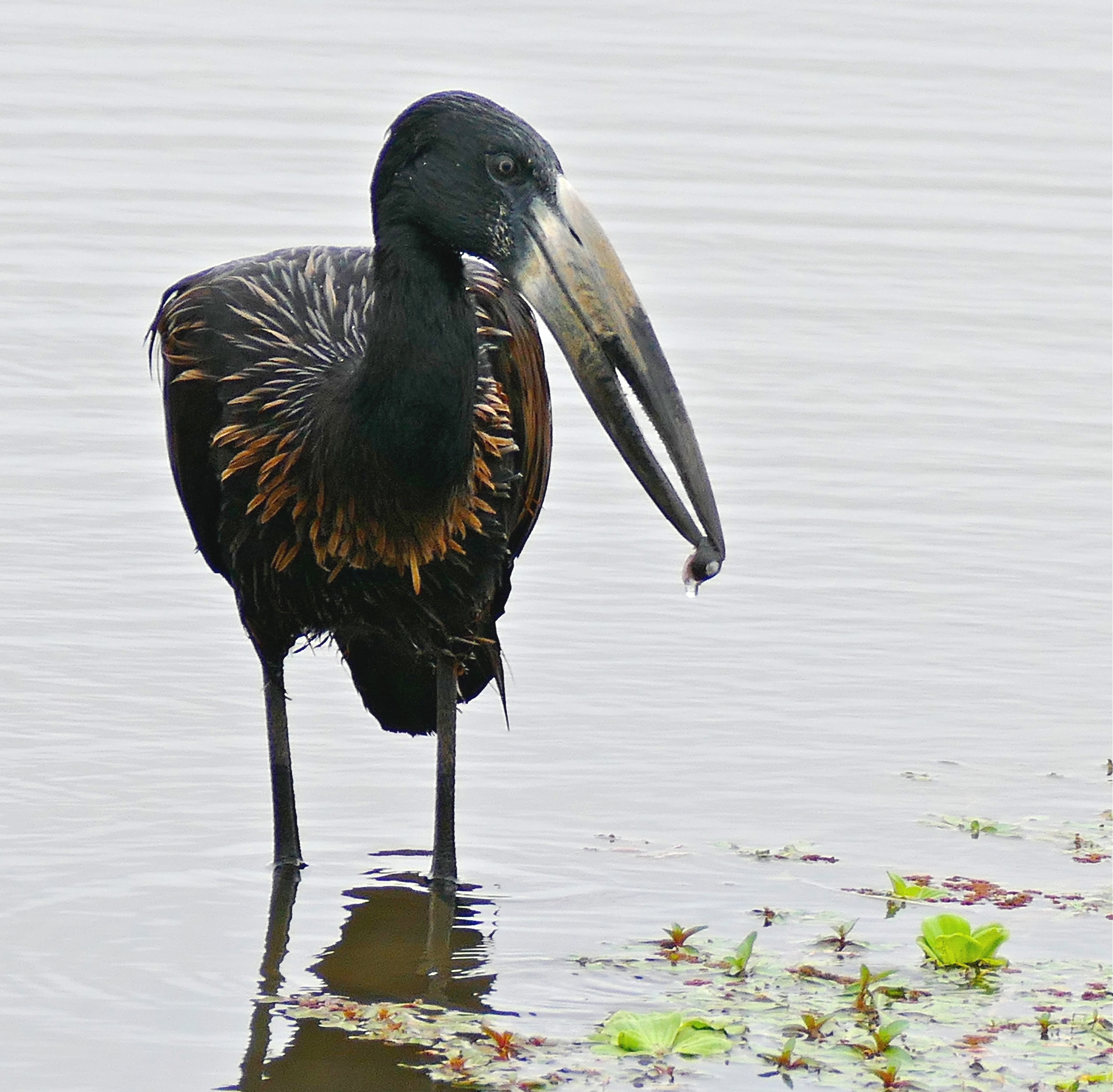